# Pascual Corbalán
Pascual Inocencio Corbalán (San Miguel de Tucumán, Tucumán, 25 de mayo de 1937) es un exfutbolista argentino que jugaba como arquero.

## Trayectoria

### Atlético Tucumán
Corbalán debutó en Atlético Tucumán en el año 1958. Con el decano se consagró campeón tucumano, en su primer año, en uno de los equipos más recordados en la historia de la institución, junto a Juan Amaya, Rafael Albrecht, Domingo Rodríguez, Juan Martínez, Antonio Tejerina, Martín Canseco, Hugo Ginel, Antonio Graneros, Pedro Acosta, Raúl González.

### Excursionistas
En 1960 tuvo su primera experiencia en el fútbol de Buenos Aires, cuando se sumó a Excursionistas.

### Juventud Antoniana
En 1961 regresó al Norte Argentino, para sumarse a Juventud Antoniana. En 1962 integró el equipo de la Liga Salteña, en la Copa Presidente de la Nación, cuando fue subcampeón.
Tuvo una segunda etapa en 1964, año de su retiro como futbolista.

### Nueva Chicago
En el año 1963 jugó en nueva chicago, antes de volver a Salta, para retirarse en el antoniano.

## Clubes
| Club               | País      |
| ------------------ | --------- |
| Atlético Tucumán   | Argentina |
| Excursionistas     | Argentina |
| Juventud Antoniana | Argentina |
| nueva chicago      |           |

## Palmarés
| Título        | Equipo           | País      | Año  |
| ------------- | ---------------- | --------- | ---- |
| Liga Tucumana | Atlético Tucumán | Argentina | 1958 |